# 上毛野堅身
上毛野 堅身（かみつけの の かたみ）は、飛鳥時代から奈良時代にかけての貴族。姓は朝臣。官位は従五位下・美作守。

## 経歴
文武朝末の慶雲4年（707年）小治田安麻呂・小治田宅持・高向色夫智とともに従六位下から四階昇進して従五位下に叙爵する。
その後備前介を務めるが、元明朝の和銅6年（713年）備前守・百済王南典とともに、備前国の内陸部の六郡を分離して美作国を設置することを上申し許され、堅身が美作守に任ぜられている。同年には備前国から美作国のほか、丹波国から丹後国、日向国から大隅国が分離されている。

## 考察
百済王南典は和銅元年（708年）に備前守に任命されているため、同じ頃に堅身も備前介になったものと推定される。和銅元年の任官は、『続紀』に記されてるだけでも中央・地方の主要な官司の長官をほぼ網羅しており、そこに記されていない介以下の任官も行われたものと推定される。北山茂夫の説によると、この任官は平城京造営と関連があるようであり、また野村忠夫は、和銅以後の律令体制強化のための一連の施策の中にこの人事異動を位置付け、それを推進したのが、藤原不比等である、としている。

## 官歴
『続日本紀』による。
- 時期不詳：従六位下
- 慶雲4年（707年） 2月25日：従五位下
- 和銅元年（708年） 3月13日頃：備前介か[要出典]
- 和銅6年（709年） 4月3日頃：美作守